# Siayuh
Siayuh – wieś (desa) w kecamatanie Kelumpang Barat, w kabupatenie Kotabaru w prowincji Borneo Południowe w Indonezji.
Miejscowość ta leży w środkowej części kecamatanu, przy drogach Jalan Jederal Sudirman i Jalan Sembuang.